# Ananda Nahu
Ananda Nahu é uma grafiteira brasileira nascida na Bahia, Brasil em 1985. Ao longo deste período, desenvolveu interesses por diversas expressões artísticas como a fotografia, a pintura e a gravura de Belas Artes, fruto dos seus estudos e pesquisas sobre litografia, serigrafia, gravura em metal e cartazes. 
Nahu foi apresentada à arte do grafite quando conheceu o grafiteiro e atual marido, Rodrigo Izolag. Como resultado, ela começou a usar estênceis para criar artes de parede. As obras, que destacam mulheres, usam a diversidade de técnicas, cores, efeitos visuais e estilos de pintura. Todos esses elementos contribuem para a sua visão que combina povos e culturas antigas e modernas, em composições harmônicas que expressam a beleza, força e positividade da natureza humana.
Em 2014, Nahu, juntamente com Jeremy Thal, criou uma instalação de “som e arte” no BRIC House Hallway focada nas comunidades da diáspora de Nova York, SOUND WALLS/SOANDO PAREDES. Ao longo de vários anos, Nahu colaborou com o artista brasileiro Izolag e o fotógrafo Ricky Flores, que trabalha no Bronx,  para criar arte baseada nas obras de Flores, que finalmente culminou em Faces from the Block no BronxArtSpace em 2015.
Nahu foi selecionado como um dos artistas “redefinidores” do Brasil em 2015 pela CNN Style . Em 2016, ela contribuiu para um grande mural (mais de 600 pés, ou 180 metros de comprimento) em Cleveland, Ohio. Em 2022, Nahu pintou um grande mural em um dos corredores dos quartos de hóspedes do hotel Rosewood, em São Paulo.
Nahu atualmente reside no Rio de Janeiro, Brasil.